# Het zotte geweld

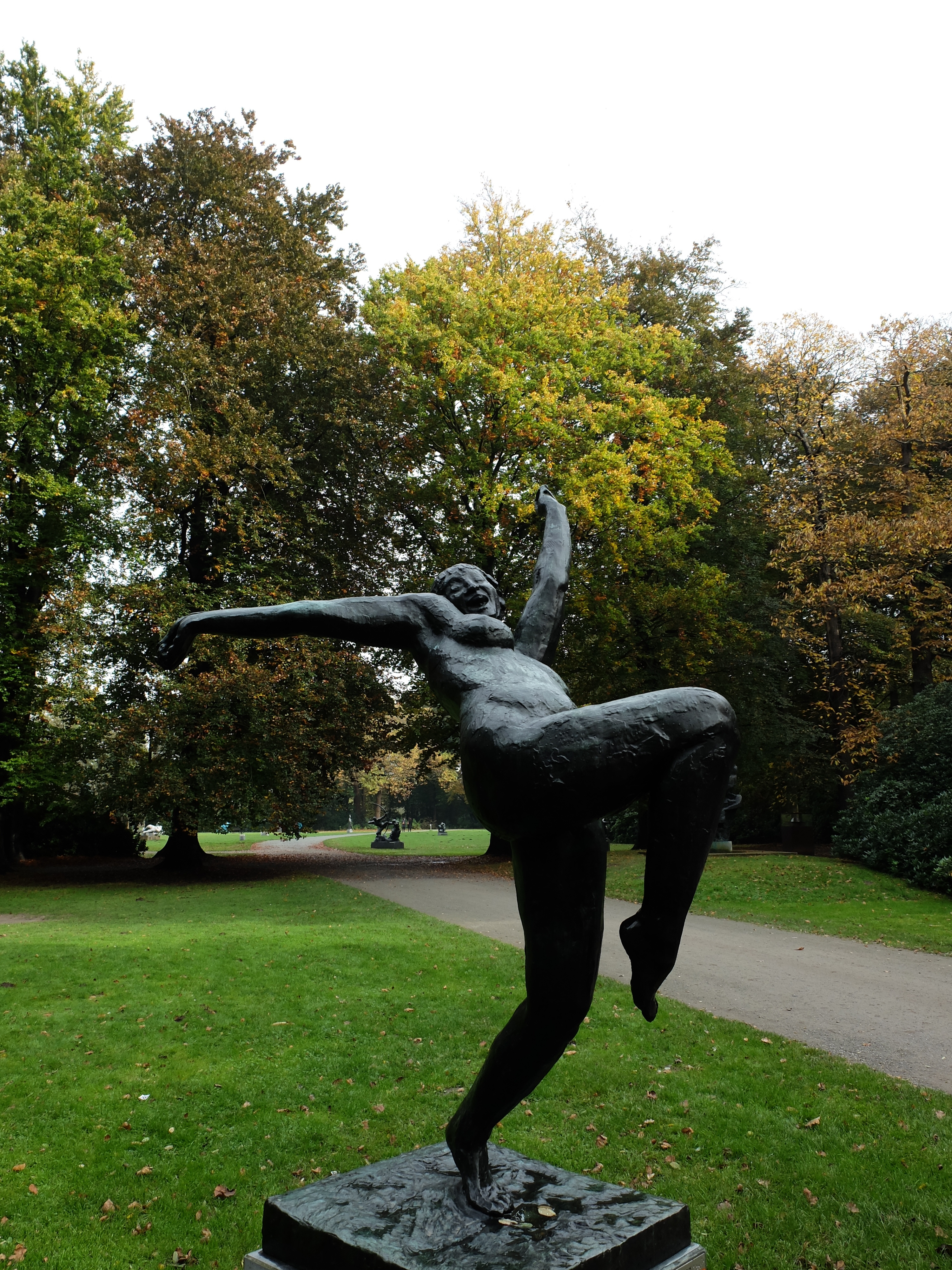
Het zotte geweld, 1912 (Openluchtmuseum voor beeldhouwkunst Middelheim) ook bekend als de De dwaze maagd.

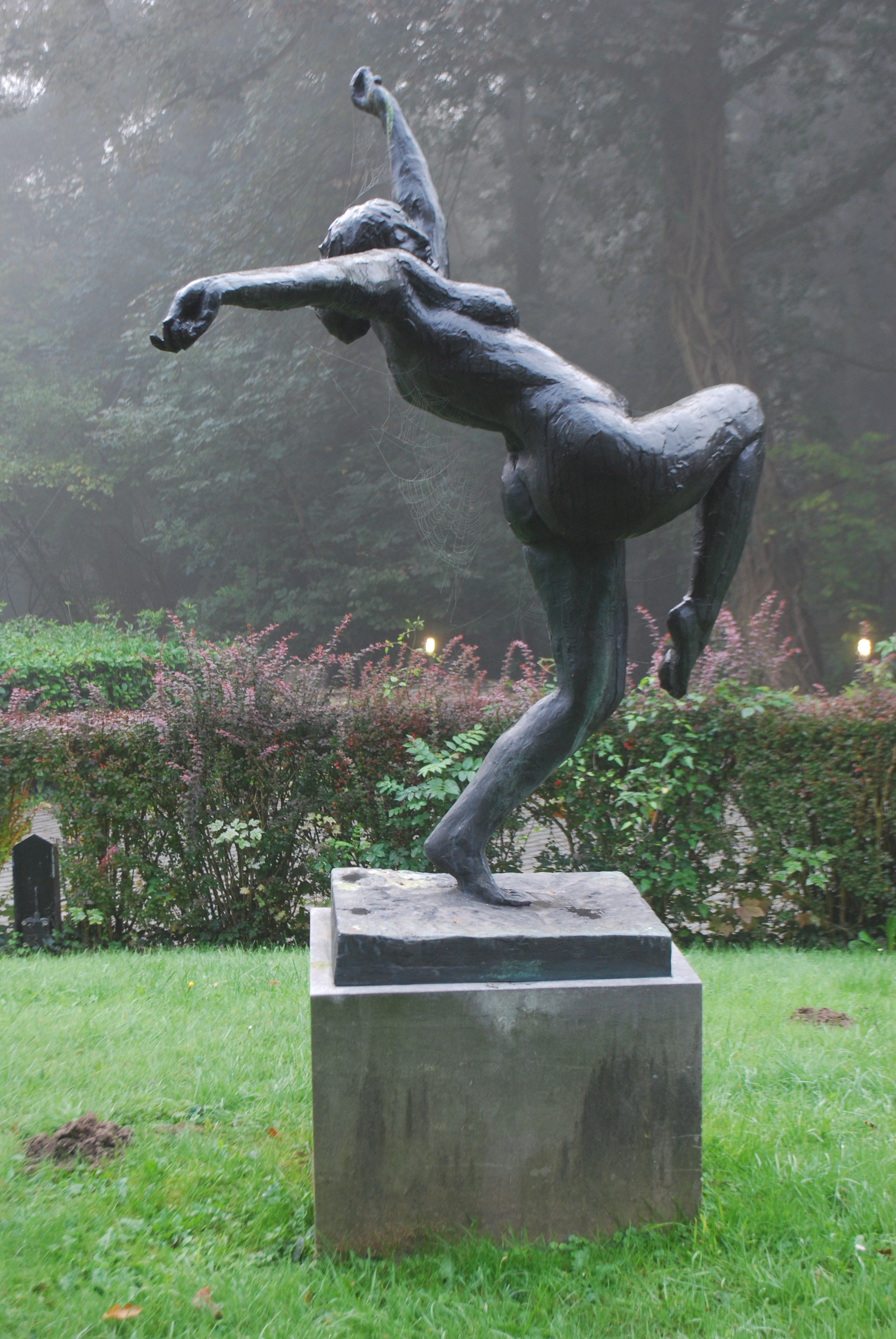
Exemplaar in Luik

Het zotte geweld of de De dwaze maagd is een bronzen beeld gemaakt door Rik Wouters in 1912.

## Toelichting
Wouters maakte het beeld in zijn atelier te Bosvoorde (Brussel). Hij wilde breken met het kille academisme en kreeg inspiratie na het zien van de Amerikaanse ballerina Isadora Duncan, wier wilde Skythendans beroemd was. In het gezelschap van zijn vrouw Nel woonde hij in december 1907 een opvoering van l'Isadorable bij in de Brusselse Muntschouwburg. Met een zieke Nel als model creëerde hij een extatische en schaterlachende danseres in beweging. Vijf jaar zou hij eraan werken. Hij plaatste het twee meter hoge beeld op een sokkel om de veerkracht extra te benadrukken. Oorspronkelijk heette dit meesterwerk van de beeldhouwkunst De dwaze maagd. Later raakte Het zotte geweld in zwang.
Het beeld overtuigde de Brusselse galerijhouder Georges Giroux om Wouters een contract en een maandloon te geven.

## Exemplaren
Van het beeld bestaan verscheidene exemplaren. Na de dood van Wouters liet zijn jonge weduwe nog afgietsels maken. Het beeld is onder meer te zien in:
- het Museum van Elsene (ooit roze geschilderd tijdens een studentenfeest in de jaren 70);
- de Belfius Collectie;
- het beeldenpark Openluchtmuseum voor beeldhouwkunst Middelheim te Antwerpen, geleend sinds 1950 door het Koninklijk Museum voor Schone Kunsten Antwerpen[1]
- het openluchtmuseum Château de Colonster in Luik (gift van dr. Désiré Jaumain);
- het Musée des beaux-arts van Lyon.